# Villar (Candamo)
Villar es una aldea del concejo asturiano de Candamo, situada en la Sierra del Pedroso a unos 350 metros de altitud sobre el nivel del mar. Pertenece a la parroquia de Murias, y cuenta con unos 42 habitantes. Desde el lugar se observa una gran panorámica de casi todo el concejo de Candamo con el río Nalón haciéndose paso por él. Pueblos de las inmediaciones: Bohiles, El Caleyo, Figaredo, Murias y Cuero.